# Wajãpi
I Wajãpi  sono un gruppo etnico del Brasile e della Guyana francese con una popolazione totale superiore ai mille individui.

## Lingua
Parlano la lingua wayampi (codice ISO 639-3 oym) che appartiene alle lingue tupi-guaraní. La maggior parte utilizza anche il portoghese, soprattutto giovani e bambini. La comunità in Guyana francese parla per lo più il francese, pochi altri sono capaci di utilizzare anche la lingua wayana.

## Insediamenti
Vivono negli stati brasiliani dell'Amapá e del Pará. Hanno occupato per secoli un'area compresa tra gli spartiacque Jari, Oiapoc e Araguari che delimitano il confine brasiliano da quello della Guyana francese.
In Brasile, ad inizio XXI secolo, i Wajãpi sono divisi in tre sottogruppi:
- Il gruppo principale, stanziato nella regione del fiume Amapari, territorio all'interno dei comuni di Mazagão e Macapá, nello stato dell'Amapá.
- Il gruppo del corso superiore dei fiumi Jari e Cuc. Si dispersero ad inizio anni ottanta migrando in Guyana francese e in alcuni villaggi sul fiume Oiapoque mentre altri furono trasferiti dal FUNAI nel 1982 nel Parco Indigeno di Tumucumaque. Si stima che di questo sottogruppo siano rimasti, al 2008, solo dieci individui.
- Il gruppo sul corso superiore del fiume Ipitinga.[3]